# ایکدا، فوکوئی
ایکدا، فوکوئی (به لاتین: Ikeda, Fukui) یک منطقهٔ مسکونی در ژاپن است که در استان فوکوئی واقع شده‌است. ایکدا ۳٬۵۹۷ نفر جمعیت دارد.